# Mognéville
Mognéville – miejscowość i gmina we Francji, w regionie Grand Est, w departamencie Moza.
Według danych na rok 1990 gminę zamieszkiwało 389 osób, a gęstość zaludnienia wynosiła 21 osób/km² (wśród 2335 gmin Lotaryngii Mognéville plasuje się na 670. miejscu pod względem liczby ludności, natomiast pod względem powierzchni na miejscu 217.).